# Antsoha (Menabe)
Antsoha is een plaats en gemeente in Madagaskar gelegen in het district Belo sur Tsiribihina van de regio Menabe. Er woonden bij de volkstelling in 2001 ongeveer 4000 mensen.
In de plaats is basisonderwijs beschikbaar. 55% van de bevolking is landbouwer en 35% houdt zich bezig met veeteelt. Het belangrijkste gewas is linze, maar er wordt ook zoete aardappelen en rijst verbouwd. 5% van de bevolking is werkzaam in de dienstensector en de overige 5% voorziet in levensonderhoud middels visserij.